# 7.
 Ovo je glavno značenje pojma 7.. Za druga značenja pogledajte Sedam (razdvojba).
◄ | 1. stoljeće pr. Kr. | 1. stoljeće | 2. stoljeće | ►
◄ | 20-ih pr. Kr. | 10-ih pr. Kr. | 0-ih pr. Kr. | 0-ih | 10-ih | 20-ih | 30-ih | ►
◄◄ | ◄ | 4. | 5. | 6. | 7. | 8. | 9. | 10. | ► | ►►
Astronomija • Književnost • Kršćanstvo

## Događaji
- Varus postaje upravitelj u Germaniji
- Ilirci se bune protiv rimljana

## Vanjske poveznice
|  | Zajednički poslužitelj ima još gradiva o temi 7. |